# Im Tirtzu
Im Tirtzu אם תרצו, se prononce Im Tirtsou, littéralement « Si vous le voulez » est une association étudiante israélienne dont le but est de défendre et promouvoir les valeurs du sionisme. Son nom se réfère à la phrase de Theodor Herzl : "אם תרצו, אין זו אגדה" (Im tirtzu ein zo agadah), qui signifie « Si vous le voulez, ce n'est pas un rêve. » Herzl faisait allusion à la création d'un « État juif ».
L'association a été fondée en 2006 par Ronen Shoval, son actuel président, et Erez Tadmor, son porte-parole. Elle est positionnée à l'extrême droite.

## Pressions politiques sur les Universités
Im Tirtzu a comme objectifs de contrôler le discours au sein des universités, et de veiller à ce qu'elles appliquent une ligne résolument sioniste.  En 2010, l'association a ainsi fait pression contre l'université Ben Gourion, appelant ses bailleurs de fonds et les étudiants à la boycotter si elle ne se départait pas d'une ligne « anti-sioniste » selon l'association. Un de ses responsables de département de l'université, Neve Gordon, avait appelé au « boycott social, économique et politique d'Israël pour mettre fin à l'occupation ».  Ces pressions, qualifiées de Maccarthysme ont appelée en réponse le soutien de sept autres universités, inquiètes de l'apparition d'« une police de la Pensée », des atteintes à la liberté de l'enseignement et de la possible disparition du pluralisme. Yossi Sarid, un ancien ministre de l'éducation, a appelé à ne pas céder aux pressions, sous peine d'assister à la création de cours sur la « science de l'occupation ».
Pendant la guerre de Gaza l'organisation s’attaque régulièrement aux enseignants pacifistes, publiant des listes de noms des « ennemis de l’intérieur ». Elle fait pression pour que le gouvernement réduise les financements des universités autorisant les rassemblements anti-guerre et pour l'exclusion des enseignants qui y participent.

## Polémique autour d'une offre de dons
En novembre 2011 un appel nommé « 2 millions de bonnes raisons » a été lancé par la Banque Leumi afin d'inviter le public sur internet à choisir 60 parmi 139 organisations celles qui se partageront une donation d'un montant de 2 millions de shekels. Le dirigeant de La paix maintenant, Yariv Oppenheimer a déclaré à titre de protestation de la présence d'Im Tirzu dans la liste des candidats qu'il allait fermer son compte bancaire dans cette banque.  Cette annonce fut suivie par une campagne médiatique d'autres organisations de gauche menaçant elles aussi de fermer leurs comptes à la Banque Leumi ce qui engendra un tollé de nombreux clients menaçant de se joindre à cette initiative. Par souci de neutralité, le projet fut annulé par la banque qui a réparti le montant prévu entre toutes les organisations candidates moins les frais occasionnés. Im Tirtzu a déclaré être « désolée que la banque se soit pliée aux menaces et aux chantages  de La paix maintenant qui ont nui à des dizaines d'organisations, qui font un travail inestimable, ayant postulées pour les donations promises par cette campagne » et a « remercié les milliers de personnes ayant soutenues sa candidature la plaçant à la seconde place »,,.

## Conflit idéologique sur la question de Jérusalem
Maariv rapporte que Im Tirtzu a accusé en mai 2012 La paix maintenant d'avoir « modifiée son orientation politique et de s'être radicalisée suite à l’afflux de capitaux étrangers », citant en exemple un document montrant qu'en 1982 La paix maintenant avait déterminée que « Jérusalem ne sera pas divisée » et que depuis 2009 elle « préconise de donner aux Palestiniens la souveraineté sur le Mont du Temple », (Esplanade des mosquées), ainsi que « la majeure partie de la vieille ville de Jérusalem ». Yariv Oppenheimer, le dirigeant de La paix maintenant a répondu que la solution préconisée par son organisation est celle de « la majorité du public y compris d'une grande partie de la droite et de Benjamin Netanyahou et qu'elle est « très similaire à la situation existante et favorise l'État d'Israël », expliquant qu'aujourd'hui l'esplanade est sous contrôle du Waqf jordanien et qu'« une formule d'autorité conjointe juive, chrétienne et musulmane garantira la liberté religieuse pour tous ». Il a d'autre part souligné que son organisation publie la source de ses financements contrairement à Im Tirtzu qu'il accuse de « vouloir rejeter tout compromis avec les Palestiniens et à inciter à une guerre de religion sanglante comme les mouvements d’extrême-droite et les extrémistes islamistes ». Erez Tadmor, le dirigeant d'Im Tirtzu a répondu que « la Paix Maintenant est devenue un  mouvement anti-sioniste » et a démenti les propos de Yariv Oppenheimer « affirmant qu'à 80 pour cent, la population israélienne juive exige que le « Mont du Temple » reste sous souveraineté israélienne dans tout accord futur » ajoutant que « La paix maintenant n'est plus un mouvement d'extrême-gauche israélien mais d’extrême-droite palestinien » et que « Yariv Oppenheimer continue à tromper le public en cachant que La paix maintenant appuie l'Initiative de Genève » expliquant qu'elle préconise que l'esplanade et la majorité de la vieille ville passent sous souveraineté palestinienne.